# オスロ合意
オスロ合意（オスロごうい、英語: Oslo Accords、アラビア語: اتفاقية أوسلو、ヘブライ語: הסכמי אוסלו）は、1993年にイスラエルとパレスチナ解放機構（PLO）の間で同意された一連の協定。オスロ1合意やオスロ2合意などがある。
オスロ1合意は正式には暫定自治政府原則の宣言（ざんていじちせいふげんそくのせんげん、英語: Declaration of Principles on Interim Self-Government Arrangements）と呼称する。

## 概要
主に以下の二点が合意内容とされている。
対話から合意に至るまでの間、両者との関係が良好なノルウェー政府がこの成立に尽力した。ホルスト外相ら、政府関係者による交渉は、オスロあるいはその周辺で行われ、1993年8月20日の合意に至るまで内密に行われていた。
オスロ合意および後の協定で明文化されたイスラエルとアラブ国家の関係正常化の期待は未だ解決されていない。
オスロのプロセスは、2000年のキャンプ・デービッドにおけるアメリカを仲介としたバラック＝アラファト会談の失敗と第2次インティファーダの勃発により終了した。